# ملعب ويلينغتون الإقليمي
ملعب ويلينغتون الإقليمي هو ملعب متعدد الاستخدام يقع في ويلينغتون عاصمة نيوزيلندا. غالباً ما يتم استخدامه لمباريات كرة القدم. يسع الملعب لجلوس 36 ألف متفرج. يعتبر الملعب الرسمي الذي يخوض فيه نادي ولينغتون فينكس مبارياته. تم افتتاح الملعب في 3 يناير 2000.